# Holyoke (Colorado)
Holyoke település az Amerikai Egyesült Államok Colorado államában, Phillips megyében, melynek megyeszékhelye is. Lakosainak száma 2346 fő (2020. április 1.).

## Népesség
A település népességének változása:
| Lakosok száma | 2313 | 1965 | 2346 |
|               | 2010 | 2013 | 2020 |